# Tân Việt, Thanh Hà
Tân Việt là một xã thuộc huyện Thanh Hà, tỉnh Hải Dương, Việt Nam.
Xã có diện tích 7.13 km², dân số năm 1999 là 9275 người, mật độ dân số đạt 1301 người/km².